# Gynoplistia scimitar
Gynoplistia scimitar là một loài ruồi trong họ Limoniidae. Chúng phân bố ở miền Australasia.